# St. Martin (Bietzen)

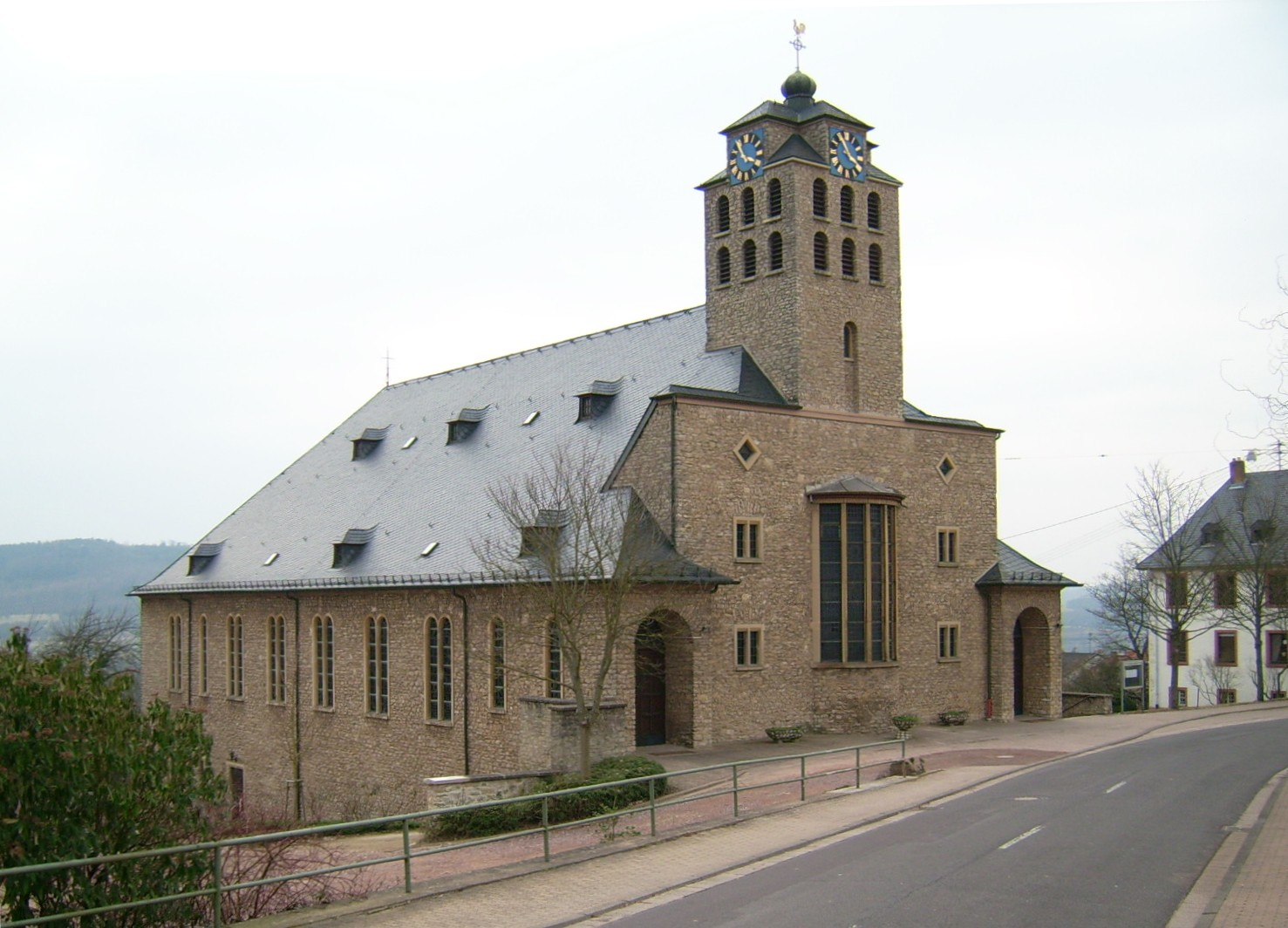
Die katholische Pfarrkirche St. Martin in Bietzen

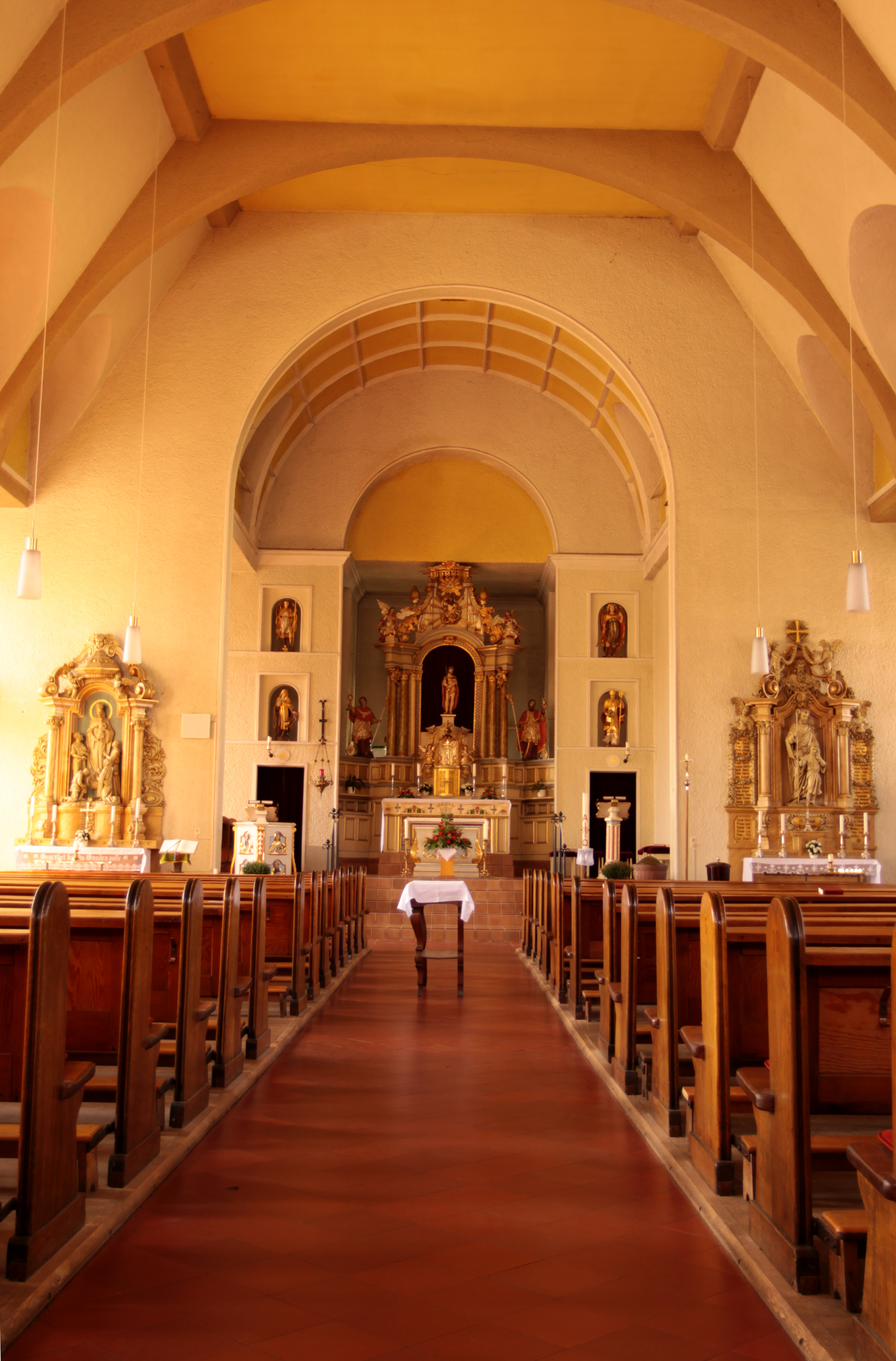
Blick ins Innere der Kirche

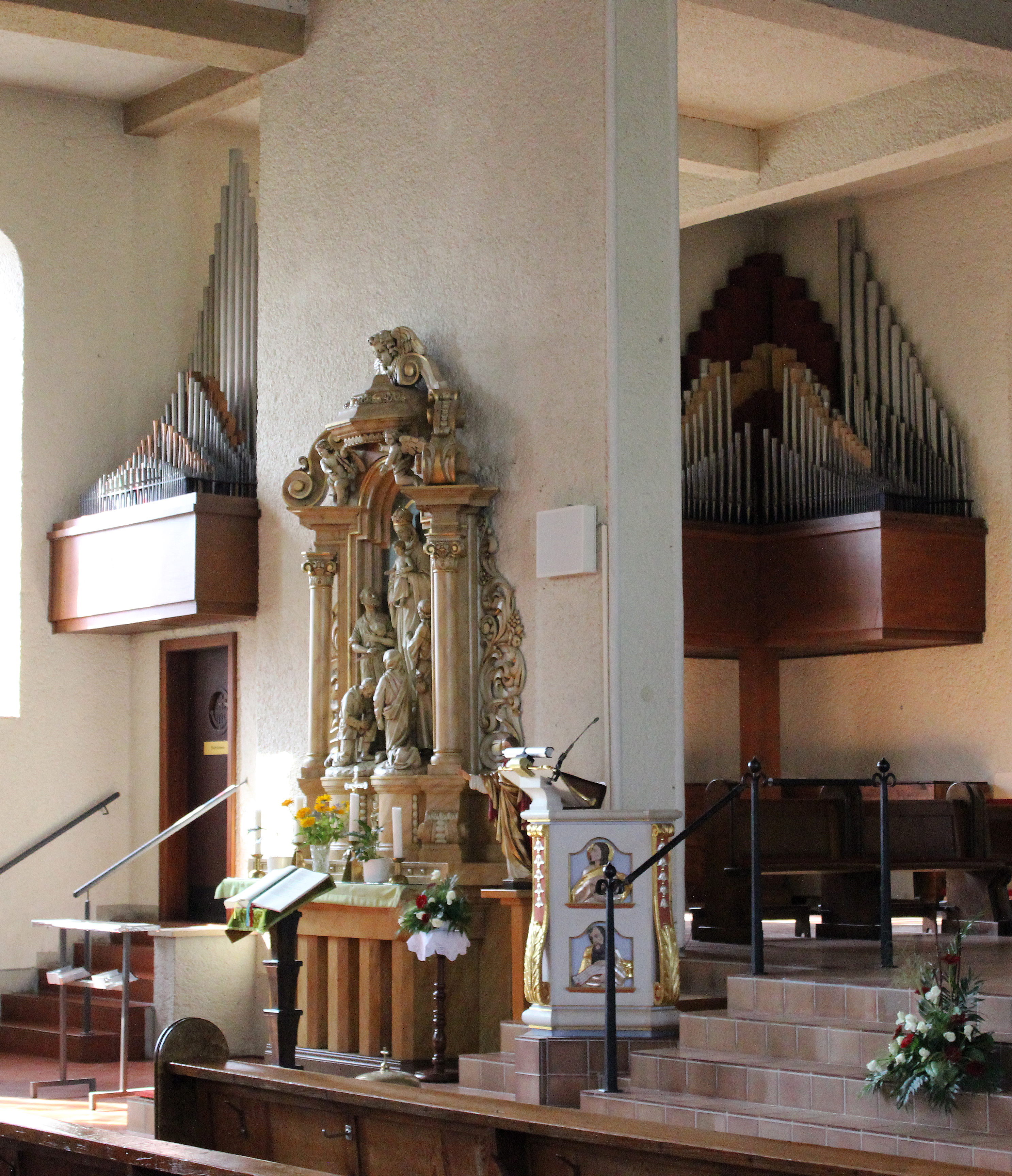
Orgelplatzierung im Raum

Die Kirche St. Martin ist eine römisch-katholische Pfarrkirche in Bietzen, einem Stadtteil von Merzig, Landkreis Merzig-Wadern, Saarland. Die Kirche trägt das Patrozinium des heiligen Martin. In der Denkmalliste des Saarlandes ist das Kirchengebäude als Einzeldenkmal aufgeführt.

## Geschichte
In der „taxa generalis“ wird für Bietzen im Jahr 1330 eine Kirche oder Kapelle aufgeführt. 1527 erwähnt eine Urkunde ebenfalls eine Kapelle oder Kirche, deren Standort sich aber nicht bestimmen lässt. 1730 erfolgte der Bau einer neuen Kirche, die 1869 erweitert wurde. Das seit 1730 belegte Patrozinium des heiligen Martin lässt vermuten, dass in Bietzen schon in sehr früher Zeit eine Kapelle gestanden hat, da die Martinskirchen zu den ältesten christlichen Heiligtümern im Bistum Trier gezählt werden.
Dem Bau der heutigen Kirche ging eine jahrzehntelange heftige Diskussion voraus. Bereits der von 1835 bis 1868 wirkende Pfarrer Heinesch erkannte, dass die 1730 erbaute Kirche, nur unbedeutend größer als die heutige Harlinger Kapelle, zu klein war. Unter Heineschs Nachfolger Pfarrer Matthias Fuhs (1868 bis 1889) kam es im Jahre 1869 zu einer Erweiterung. 1912 wurde unter Pfarrer Amling (1910 bis 1924) erstmals von einem Neubau der Kirche gesprochen, der dazu 1924 einen Kirchenbauverein gründete. Nach Einführung von Pfarrer Michael Jäger (1924 bis 1954) machte sich dieser sofort zum Fürsprecher eines Neubaues, und bereits am 24. August 1924 beschloss der Kirchenvorstand im Pfarrgarten einen Kirchenneubau zu errichten. Doch es sollten noch einige Jahre vergehen, bis der Beschluss umgesetzt werden konnte, da die Stimmung in der Pfarrei wieder zugunsten eines Umbaus der alten, maroden Kirche in der Dorfmitte umschlug. Dieser Stimmung schloss sich auch das Generalvikariat an. Aber Pfarrer Jäger ließ sich nicht von seinem Vorhaben abbringen, und am 20. Februar 1930 wurde im Kirchenvorstand schließlich der endgültige Beschluss zum Kirchenneubau im Pfarrgarten gefasst. Die Abstimmung dazu viel mit 4 zu 3 Stimmen allerdings sehr knapp aus.
Architekt Peter Marx (Trier) wurde mit der Planung und Bauleitung beauftragt. Am ersten Sonntag im Mai 1931 erfolgte die Grundsteinlegung. 778 Bankplätze waren laut Baubeschreibung vorgesehen und als umbauter Raum wurden 7300 Kubikmeter angegeben. Die Schätzung der Baukosten ohne die vorhandene Inneneinrichtung belief sich auf 930.000 frcs. Das Baumaterial, u. a. Bruchsteine des Bietzerberges, wurde durch die Pfarrmitglieder unentgeltlich zur Baustelle gebracht. Am 16. Juli 1933 wurde vom Kirchenvorstand und der Gemeindevertretung die Abrechnung, die sich auf 946.895 frcs belief, abgenommen. Zuvor war am 18. Dezember 1932 die Benediktion erfolgt, und das fertiggestellte Kirchengebäude dem Gottesdienst übergeben worden. Die Konsekration nahm am 17. Oktober 1933 der Trierer Weihbischof Antonius Mönch vor.

## Ausstattung
Der Hochaltar der Kirche ist ein barocker Säulenaltar, der sich weitgehend im Originalzustand des Jahres 1731 befindet. Laut Bistumskonservator Dr. Busse stammt der Altar vermutlich aus einer Werkstatt der Prämonstratenser Klöster, worauf die Statue des heiligen Norbert auf dem Altar hindeutet. Auf der Gegenseite steht die Statue des heiligen Augustinus.
Die beiden hölzernen Seitenaltäre wurden von den Mainzer Architekten Ludwig Becker und Anton Falkowski nach dem Vorbild des Hochaltars entworfen und von dem Holzbildhauer Reichmann (Paderborn) in den Jahren 1918 bis 1924 ausgeführt. Der Marienaltar mit Holzrelief zeigt die Himmelskönigin das Jesuskind auf den Händen tragend und vier Figuren davor die Menschheit darstellend. Der Josefsaltar zeigt eine große Figur des Nährvaters Christi und dem Jesuskind.

## Orgel

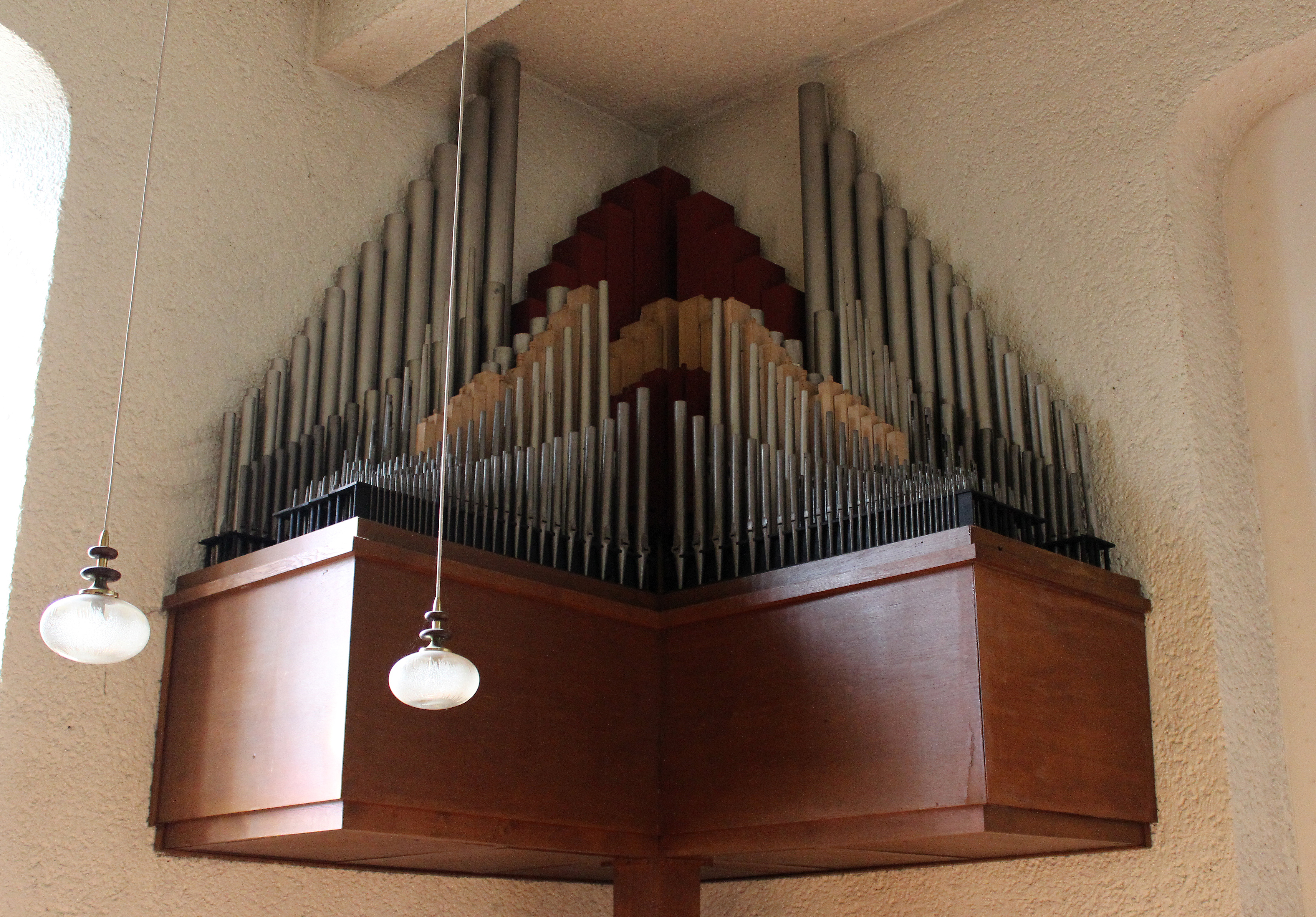
Hauptteil der Orgel in Übereck-Aufstellung

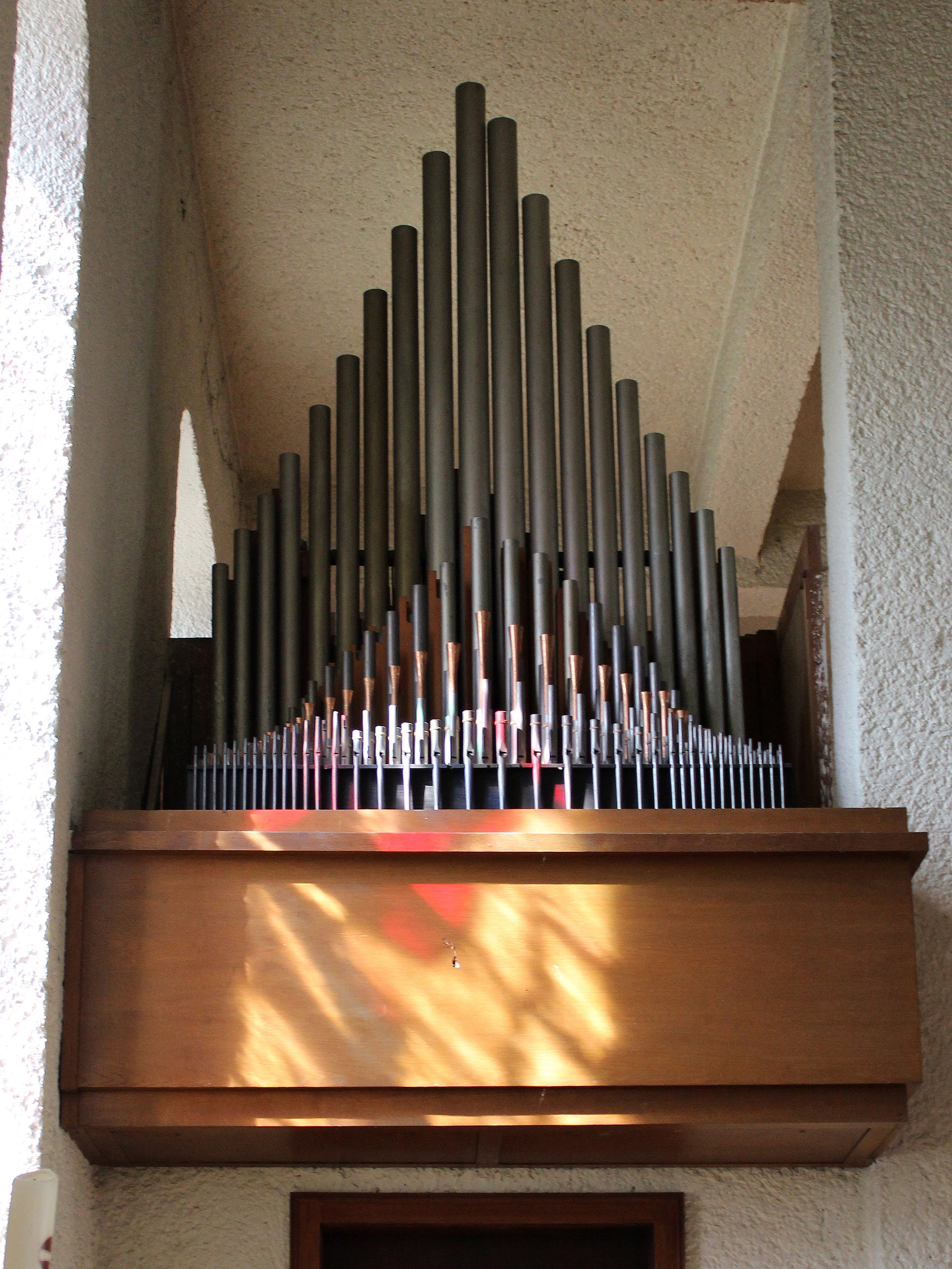
Weiteres Element der Orgel

Die Orgel der Kirche, ein Werk der Orgelbaufirma Klais (Bonn), stammt aus dem Jahr 1936 und befindet sich weitgehend im Originalzustand. Das gehäuselose Kegelladen-Instrument verfügt über 13 (17) Register, verteilt im Kirchenraum auf zwei Manuale und Pedal. Die Spiel- und Registertraktur ist elektropneumatisch. Sie weist folgende Disposition auf:
| I Hauptwerk |                 |            |
| 1.          | Holzflöte       | 8′         |
| 2.          | Salicional      | 8′         |
| 3.          | Prinzipal       | 4′         |
| 4.          | Rohrflöte       | 4′         |
| 5.          | Rauschquinte II | 2 ⁄3′ + 2′ |
| 6.          | Krummhorn       | 8′         |

| II Oberwerk |               |    |
| 7.          | Spitzflöte    | 8′ |
| 8.          | Gedackt       | 8′ |
| 9.          | Gemshorn      | 4′ |
| 10.         | Oktave        | 2′ |
| 11.         | Mixtur III-IV |    |

| Pedal |                             |     |
| 12.   | Subbass                     | 16′ |
|       | Zartbass (Windabschwächung) | 16′ |
| 13.   | Oktavbass                   | 8′  |
|       | Flöte (Nr. 1)               | 8′  |
|       | Choralbass (Nr. 3)          | 4′  |
|       | Krummhorn (Nr. 6)           | 8′  |

- Koppeln:
  - Normalkoppeln: II/I, I/P, II/P
  - Suboktavkoppeln: II/I, II/II
- Spielhilfen: 2 freie Kombinationen, Crescendowalze, Tuttiknopf und Einzelzungenabsteller
- Hinter der Wand im Altarraum pneumatischer Notspieltisch für das Hauptwerk vorhanden

## Glocken
Die St.-Martins-Kirche verfügt über ein vierstimmiges Geläut. Glocke 3 stammt noch aus der Zwischenkriegszeit. Im Jahr 1955 goss die Saarlouiser Glockengießerei in Saarlouis-Fraulautern, die von Karl (III) Otto von der Glockengießerei Otto in Bremen-Hemelingen und dem Saarländer Alois Riewer 1953 gegründet worden war, für St. Martin drei neue Bronzeglocken.
| Nr. | Name          | Gussjahr | Gewicht (kg) | Schlagton | Gießerei           |
| --- | ------------- | -------- | ------------ | --------- | ------------------ |
| 1   | Christkönig   | 1955     | 800          | fis       | Otto (Saarlouis)   |
| 2   | Maria Königin | 1955     | 600          | gis       | Otto (Saarlouis)   |
| 3   | St. Martin    | 1924     | 359          | h         | Mabilon (Saarburg) |
| 4   | St. Michael   | 1955     | 250          | cis       | Otto (Saarlouis)   |